# Johnny Kilbane
John Patrick Kilbane, detto Johnny (Cleveland, 9 aprile 1889 – 31 maggio 1957), è stato un pugile statunitense.
La International Boxing Hall of Fame lo ha riconosciuto fra i più grandi pugili di ogni tempo.

## Gli inizi
Professionista dal 1907.

## La carriera
Campione del mondo dei pesi piuma dal 1912 al 1923, il più lungo periodo di detenzione di un titolo mondiale nel pugilato dopo quello di Joe Louis.